# Julia Becker (Verlegerin)
Julia Alexandra Becker (geb. Wilcke; * 1972 in Essen) ist eine deutsche Verlegerin und Medienmanagerin, Enkelin des WAZ-Gründers Jakob Funke, Tochter von Petra Grotkamp und Stieftochter von Günther Grotkamp. Becker ist seit 2018 Aufsichtsratsvorsitzende der Funke-Mediengruppe, Deutschlands drittgrößter Verlagsgruppe.

## Leben

### Herkunft und Ausbildung
Becker stammt aus einer Verlegerfamilie. Ihr Großvater, Jakob Funke, gründete 1948 gemeinsam mit Erich Brost die Westdeutsche Allgemeine Zeitung (WAZ) in Essen, die ein Teilbereich der Funke-Mediengruppe ist. Julia Beckers leiblicher Vater Hans-Harald Wilcke heiratete 1967 in erster Ehe Petra Grotkamp, die 1975 mit ihren Schwestern die Anteile von Jakob Funke erbte und bis Ende 2017 Aufsichtsratsvorsitzende der Funke-Mediengruppe war. Beckers Stiefvater, Günther Grotkamp, war jahrelanger Geschäftsführer der Funke-Mediengruppe. 
Becker wuchs gemeinsam mit ihrem Bruder Niklas Jakob Wilcke, der wie sie aus der ersten Ehe ihrer Mutter stammte, und ihrer jüngeren Schwester Nora Maria Marx auf. Nach dem Abitur absolvierte sie diverse Praktika und studierte in München und Münster Germanistik, Anglistik und Theaterwissenschaften, später auch Politikwissenschaften.

### Beruflicher Werdegang
Seit 2012 ist sie Mitglied des Aufsichtsrates und des Gesellschafterausschusses des Familienunternehmens. Ihre Mutter Petra Grotkamp wurde im selben Jahr durch den Kauf von Anteilen Mehrheitseigentümer der Funke-Mediengruppe. Am 1. Januar 2018 übernahm Becker von ihrer Mutter den Vorsitz im Aufsichtsrat der Funke-Mediengruppe und ist somit in dritter Generation in der Leitung des Familienunternehmens. Von den Anteilen ihrer Mutter, die insgesamt 66,6 % hielt, erhielt sie 2017 ebenso wie ihre Geschwister ein Drittel überschrieben. Die Funke Mediengruppe ist nach Bertelsmann SE & Co. KGaA und Axel Springer SE der drittgrößte Medienkonzern Deutschlands.
Im Juni 2021 gab die Funke Mediengruppe die komplette Unternehmensübernahme durch Julia Becker und ihre beiden Geschwister Niklas Jakob Wilcke und Nora Maria Marx bekannt. Sie sollen laut Medienberichten zwischen 250 und 280 Millionen Euro für die Minderheitsanteile der Mitgesellschafter Renate Schubries – einer Schwester von Petra Grotkamp – und Stephan Holthoff-Pförtner, Minister für Bundes- und Europaangelegenheiten im Kabinett Laschet, mit Wirkung zum 2. Januar 2024 für die restlichen Anteile bezahlen. Die unternehmerische Führung ging hingegen sofort an die Grotkamp-Kinder über.
Für das Unternehmen erklärte sie zum Jahresende 2022 den Austritt aus dem Bundesverband Digitalpublisher und Zeitungsverleger (BDZV). Sie begründete den Schritt mit dem Umgang des damaligen Verbandspräsidenten Mathias Döpfner mit der  Affäre Reichelt: „Wir haben 2022 den Versuch des kollektiven Beschweigens eines brutalen Machtmissbrauchs gegenüber Frauen in der Medienbranche erlebt.“ Der Verband bedürfe dringend einer Erneuerung.
„Wir hätten uns ein paar mehr Stimmen von Branchenvertreterinnen und -vertretern gewünscht, die das Bedürfnis haben, den Machtmissbrauch und seine Hintergründe zu benennen und – soweit das überhaupt geht – wiedergutzumachen.“

### Privates
Becker ist mit dem vierzehn Jahre älteren Otto Becker verheiratet, einem früheren Springreiter und Mannschafts-Olympiasieger. Gemeinsam haben sie drei Kinder.